# برکت (ترکمنستان)
برکت ترکمنستان (به ترکمنی: Bereket، برکت) یک منطقهٔ مسکونی در ترکمنستان است که در استان بلخان واقع شده است.
سابقاً، نام این شهر، قزان‌جیق (به ترکمنی: Gazanjyk، قازان‌جیٛق) بود. «قزان» در زبان ترکمنی به معنی «دیگ»، و «-جیٛق» در ترکمنی پسوند تصغیر می‌باشد. «قازانجیق» به معنای «دیگ کوچک» است. در تاریخ ۲۹ دسامبر سال ۱۹۹۹، نام این شهر به «برکت» تغییر کرد.

## خصوصیات
برکت ترکمنستان ۱۸٫۶۳۲ کیلومترمربع مساحت و ۲۳٬۲۰۰ نفر جمعیت دارد و ۲۰۵ متر بالاتر از سطح دریا واقع شده است.